# Necatia
Necatia is een geslacht van spinnen uit de familie springspinnen (Salticidae).

## Soorten
De volgende soorten zijn bij het geslacht ingedeeld:
- Necatia magnidens (Schenkel, 1963)